# Янышин, Стефания Андреевна
Стефания Андреевна Янышин (род. 1939, село Великое Колодно, теперь Львовского района Львовской области) — украинская советская деятельница, звеньевая колхоза имени Богдана Хмельницкого Каменка-Бугского района Львовской области. Депутат Верховного Совета СССР 7-8-го созывов.

## Биография
Родилась в крестьянской семье. Образование среднее. Окончила школу в селе Великое Колодно.
С 1956 года — колхозница, с 1961 года — звеньевая колхоза имени Богдана Хмельницкого села Большое Колодно Каменка-Бугского района Львовской области. Выращивала высокие урожаи сахарной свеклы.
Избиралась депутатом Совета Союза Верховного Совета СССР 7-го (Нестеровский избирательный округ) и 8-го (Золочевский избирательный округ) созывов от Львовской области.

## Награды
- орден Ленина
- орден Трудового Красного Знамени
- медали